# Powiat lubański
Powiat lubański är ett politiskt och administrativt distrikt (powiat) i sydvästra Polen, beläget i Nedre Schlesiens vojvodskap. Huvudort och största stad är Lubań. Distriktet hade 55 995 invånare 2010.

## Kommunindelning
Distriktet indelas i sju kommuner, varav två stadskommuner, två stads- och landskommuner och tre landskommuner. Befolkning 2008 anges inom parentes.
Stadskommuner
- Lubańs stad (21 792)
- Świeradów-Zdrój (4 504)

Stads- och landskommuner
- Leśna (10 659)
- Olszyna (6 730)

Landskommuner
- Gmina Lubań, Lubańs landskommun (6 567)
- Platerówka (1 717)
- Siekierczyn (4 545)

## Turism och sevärdheter

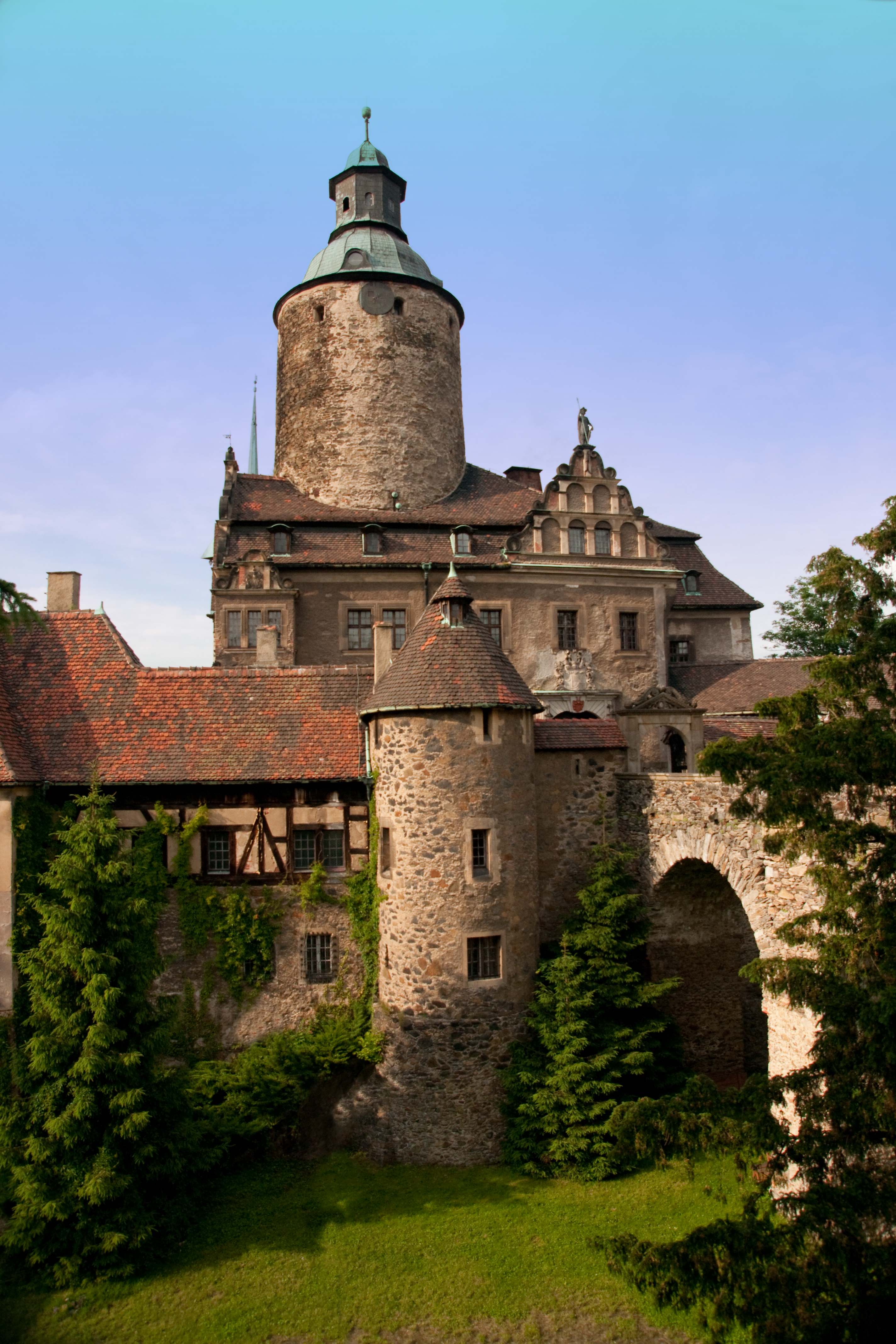
Czochas slott.
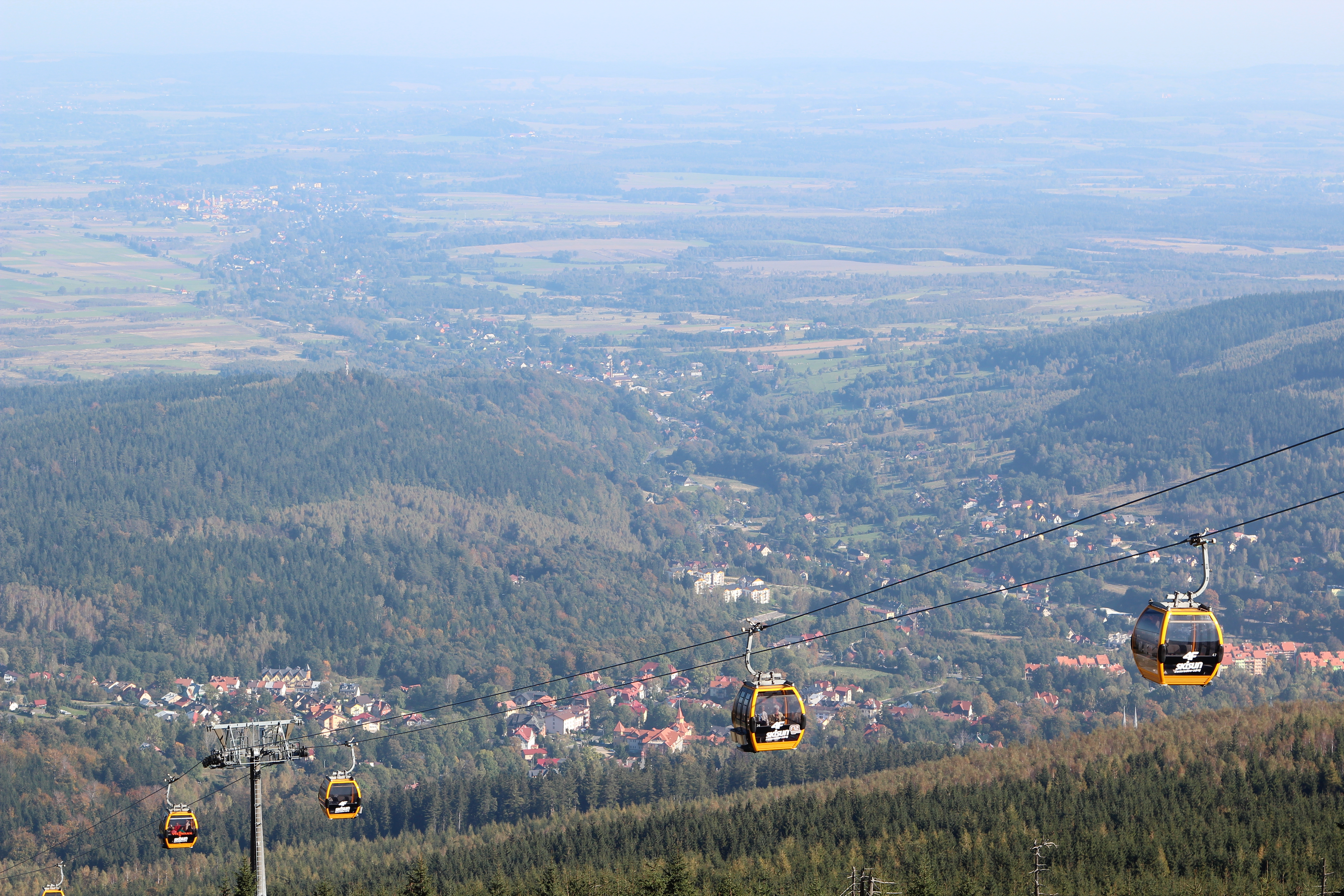
Gondolbana i Świeradów-Zdrój.

- Lubańs historiska innerstad.
- Czochas slott i Leśnas kommun, grundlagt på 1200-talet.
- Kur- och skidorten Świeradów-Zdrój.